# Sean Marshall (acteur)
Pour les articles homonymes, voir Sean Marshall et Marshall.
Sean Marshall est un acteur américain né le 19 juin 1965 à Canoga Park en Californie. 

## Biographie
Sean Marshall fait sa première apparition à l'écran en 1973 dans le film Le Shérif ne pardonne pas. Mais c'est surtout à partir de 1977, avec le rôle d'un petit garçon dans Peter et Elliott le dragon, qu'il s'est fait connaître du grand public. Il continue pendant quelques années à tourner des films pour le cinéma et la télévision avant d'interrompre sa carrière.

## Filmographie

### Acteur

#### Cinéma
- 1973 : Le Shérif ne pardonne pas : Kevin Kilpatrick
- 1977 : Peter et Elliott le dragon : Pete

#### Courts-métrages
- 1978 : Le Petit Âne de Bethléem

#### Télévision

##### Séries télévisées
- 1973 : Kung Fu : Abel Lovitt
- 1974 : La petite maison dans la prairie : Boy Feigning Sickness
- 1977 : ABC Weekend Specials : Joe Willie
- 1977 : Code R : Gary
- 1977-1978 : The Fitzpatricks : Max Fitzpatrick
- 1979 : The MacKenzies of Paradise Cove : Michael Mackenzie

##### Téléfilms
- 1978 : Stickin' Together : Michael Mackenzie
- 1978 : The New Adventures of Heidi : Peter
- 1980 : To Race the Wind : Wilson

### Parolier

#### Cinéma
- 1977 : Peter et Elliott le dragon
- 2005 : Hustle & Flow

#### Courts-métrages
- 1978 : Mon petit Âne